# 主題と変奏 (フォーレ)

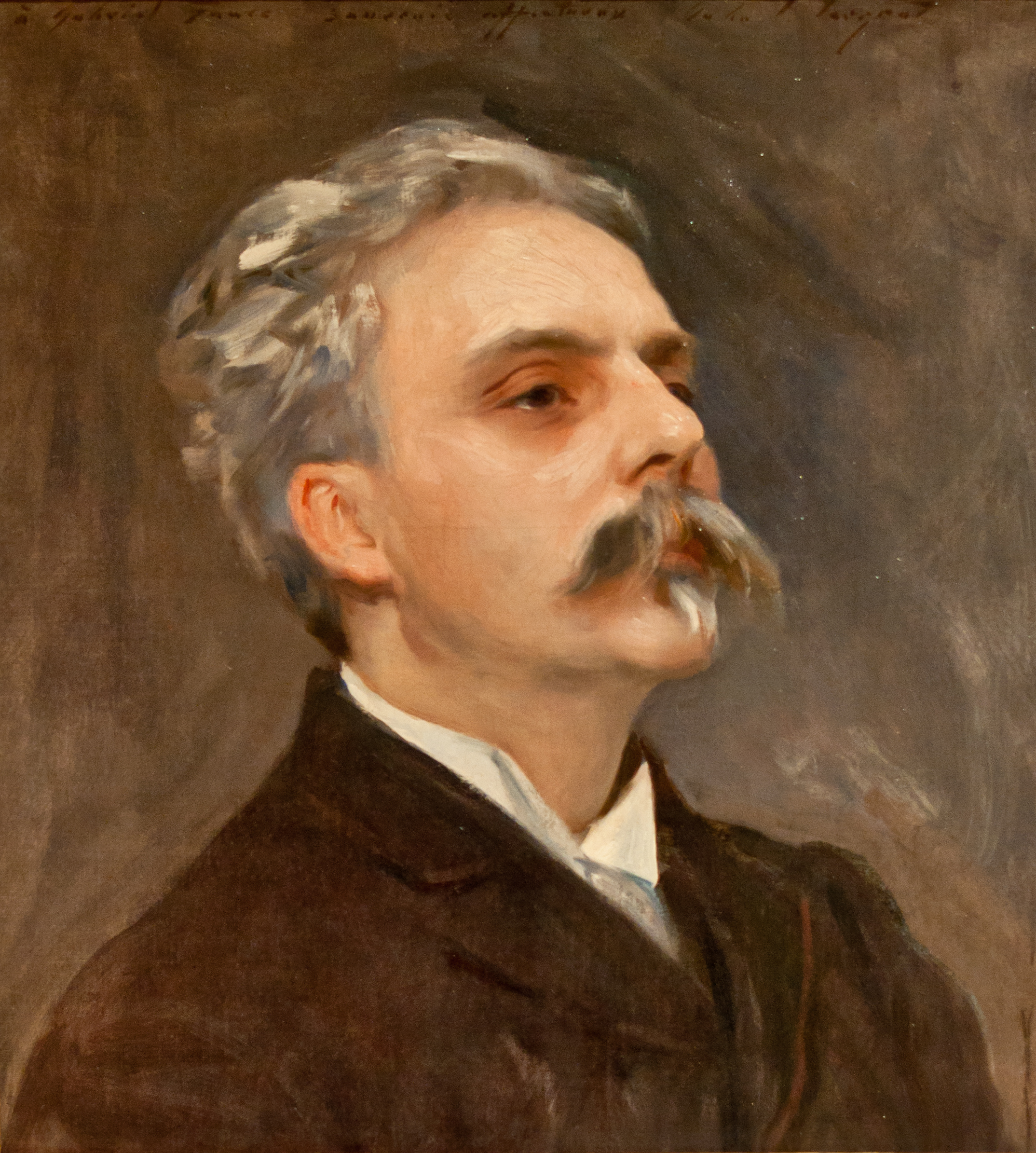
ジョン・シンガー・サージェントによるフォーレの肖像画（1889年ごろ）

主題と変奏（しゅだいとへんそう、フランス語: Thème et variations） 嬰ハ短調 作品73は、近代フランスの作曲家ガブリエル・フォーレ（1845年 - 1924年）が作曲したピアノ曲。
1895年に作曲され、その前年に書かれた夜想曲第6番（作品63）、舟歌第5番（作品66）と並んで、フォーレのピアノ作品中の傑作のひとつとされている。

## 作曲の経緯
『主題と変奏』は1895年に作曲された。フォーレ50歳のときである。
この年の夏、フォーレは「ル・フィガロ紙」の連載執筆者として候補に挙げられたが、エミール・ゾラに庇護されたアルフレッド・ブリュノーにその座を奪われており、9月、友人で夜想曲第6番を献呈した文学者・哲学者ウジェーヌ・デクタルに宛てた手紙でフォーレは次のように述べている。
ここで言及されている「ピアノ変奏曲」が『主題と変奏』であり、このことから、この作品は夜想曲第6番（1894年）、舟歌第5番（同年）につづき舟歌第6番（1895年）と前後するように書かれたものと考えられる。また、1894年から翌年にかけて、フォーレは宗教合唱曲の作曲を5曲手がけており、このことも『主題と変奏』の構成方法や内容に影響を与えたという指摘がなされている。
なお、従来この作品の作曲年については出版年である1897年とする文献が多く、フォーレの音楽論を書いたフランスの哲学者ウラジミール・ジャンケレヴィッチが同じく1897年としているほか、ピアニストのアルフレッド・コルトーは1896年の作曲としている。

## 初演・出版
1896年12月10日、ロンドンのセント・ジェームズホールで開かれた「フォーレ・フェスティバル」においてレオン・ドゥラフォスの独奏によって初演。演奏会にはフォーレ自身も参加しており、ピアノ四重奏曲第2番のピアノを担当したほか、ドゥラフォスが2台のピアノ用に編曲したフォーレのヴァルス・カプリス第2番と第4番ではフォーレとドゥラフォスが共演した。
初演者のドゥラフォスは、舟歌第5番の初演者でもある。
『主題と変奏』は、フォーレの友人で弟子のテレーズ・ロジェに献呈された。
フォーレはロジェに宛てた手紙で、ロンドン初演の様子を「聴衆は、初演作品に対してもそれほど退屈している様子ではなかった」と伝えている。
楽譜は1897年、ロンドンのメツラー社とパリのアメル社から出版された。
この作品のフォーレの自筆譜は見つかっていない。

## 解説
『主題と変奏』は、主題とそれに基づく11の変奏からなる、フォーレ唯一の変奏曲である。
ロマン派音楽の大規模な変奏曲の部類に属しており、バッハ、ベートーヴェン、シューマン、ブラームスらの系譜に連なる作品である。
コルトーは、この作品を次のように賞賛している。
付点音符の使用や低音部に現れるオクターヴ、伴奏形での弱拍部での打音などにおいて、『主題と変奏』はしばしばシューマンの『交響的練習曲』と比較されるが、現在知られている資料にフォーレがシューマンを想定して作曲したという事実を示すものは見あたらない。
フォーレ研究家のネクトゥーやオーリッジは『主題と変奏』の第6変奏や第10変奏にシューマンを思わせる部分があると指摘する一方、ジャンケレヴィッチは「（『主題と変奏』の）嬰ハ短調に基づく全曲の構成はシューマンの交響的練習曲を漠然と感じさせる」、クライトンは「（交響的練習曲との類似は）全体の印象の問題であって個々の部分ではない。フォーレの最後の変奏は内的なエピローグで広い意味でシューマン的だが、シューマンの拡大されたフィナーレとはまったく異質なものである。」と述べている。
また、ジャンケレヴィッチは、この曲が持つ浄化、沈思、平静といった性格について、嬰ハ短調の音階の中でニ音（第II度音を半音下げた形）の働きによって嬰ヘ音上の下属和音を含む「ナポリ6の和音」が形成され、作品全体を包み込む旋法的な雰囲気を生み出していることがその理由だと指摘している。
なお、『主題と変奏』は、1910年からパリ音楽院の卒業試験用の課題曲として採用されており、この曲を弾いて一等賞を獲得したピアニストにクララ・ハスキルがある。

### 構成

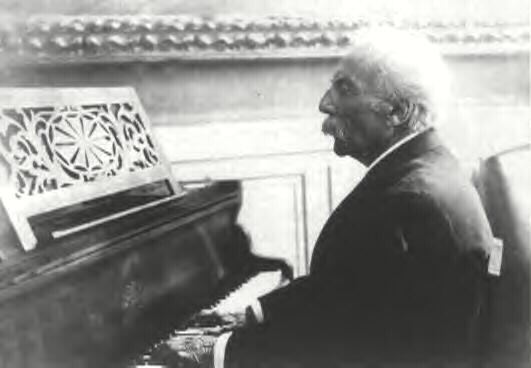
ピアノを弾くガブリエル・フォーレ

主題と11の変奏からなる。主題から第10変奏までは主調の嬰ハ短調であり、最後の第11変奏に至って同主長調の嬰ハ長調に転じる。フォーレは各変奏間の緊張と弛緩の対照を考えて全体を設計している。
主題
クアジ・アダージョ 4/4拍子。フォーレ独特のゆっくりとした哀歌調の雰囲気を持ち、弱拍で強調された行進曲のリズムに乗って呈示される。
主題全体は、A-B-A'-B-A'という4小節ずつの5つの楽節からなる。三部形式の中間部以降を繰り返す形であり、AとA'の違いは主として和声面に現れている。各変奏では、この反復がある場合とない場合があり、反復にはリピート記号によるものと音符として記譜されているものの両方がある。第10変奏と第11変奏（終曲）では三部形式にとらわれない自由な構成で書かれている。なお、この作品が1910年にパリ音楽院の卒業試験の課題曲となった際に、フォーレは繰り返し部分の省略を認めた。
第1変奏
ロ・ステッソ・テンポ（同じ速さで）。左手に主題が示され、右手は16分音符によるデリケートな旋律線を描く。中音域には8分音符の後打ちがあるため、計3声部を弾き分けることが求められる。
第2変奏
ピウ・モッソで練習曲風になる。奇数拍で上行、偶数拍で反行する左右の手による外声が特徴的である
第3変奏
第3変奏から第5変奏までは3/4拍子となる。主旋律は単音で開始するが、途中からオクターヴに重ねられる。主題のアクセントの位置がずらされており、リズム面が重視される。
第4変奏
ロ・ステッソ・テンポ。奏者に高度な技巧が要求され、主旋律が左右の手を行き来し、運動性を強く感じさせる。主題はアルペジオの音型を取りながら低音に映し出される。
第5変奏
ウン・ポコ・ピウ・モッソ。第4変奏からフェルマータを経て開始される。左右の手が奏する反行形は、緩やかなダンスを思わせる。主題は一変してアクセントを持たない旋律線に切り詰められており、ネクトゥーはここには『ドリー』（作品56）のスタイルが認められるとする。
第6変奏
モルト・アダージョとなり、音価や強弱の異なる3声部によって、一種のパヴァーヌのようなゆったりとした瞑想が繰り広げられる。主題は左手に登場し、右手の伴奏がきわめて高い音域から下降する。
ネクトゥーは第6変奏についてシューマンの交響的練習曲を思わせ、ここから「この曲の非常に美しい一連のページが始まる」とする。ジャンケレヴィッチは、この第6変奏を「恒星を思わせる壮大な夜想曲風となって、それぞれが遠く離れた両手がやがて宇宙の両端からひとつになろうとするかのように近づいてくる」と述べている。
第7変奏
アレグレット・モデラート。装飾された主題がレガート・エスプレッシーヴォとなって両手間で模倣される。左手は右手のエコーとして奏される。
第8変奏
アンダンテ・モルト・モデラートで、上声の主旋律、内声の左右の手による3度の並進行となる。ここでは、ピアノ四重奏曲第2番の第3楽章アダージョとの関連が指摘される。
第9変奏
クアジ・アダージョ。半音階的な音の動きが豊富で夜想曲風の性格をもつ。また、途中に2/4拍子が1小節のみ挿入されるなど手の込んだ書法となっている。
第9変奏について、ジャンケレヴィッチは「付点16分音符の波間を漂い、聴く者を忘我の境地に誘う」、ネクトゥーは「ここには一切の解説を必要としないもっとも深遠な世界が静かに単純に描かれている」と述べている。
第10変奏
アレグロ・ヴィヴォ。3/8拍子の無窮動的な性格を持ち、奏者に再び技巧が要求される。ここでは前半のピアニッシモから後半のフォルティッシモに至る長大なクレッシェンドが見られる。齊藤紀子はこの第10変奏に作品全体としてのクライマックスが置かれているとしている。ネクトゥーは、第10変奏で終曲への橋渡しとして機能する終わりの2ページの部分がとくに傑出しているとする。
第11変奏（終曲）
それまでの嬰ハ短調から嬰ハ長調となる。対位法的な書法により、主旋律と対旋律の美しさが際立っている。主題はバス声部に現れるものの、四声のポリフォニーの中に組み込まれており、その原形を耳で追うことは困難である。また、第9変奏のように、途中で4/4拍子が1小節のみ挿入される。ジャンケレヴィッチは、この第11変奏を「熱を帯びた、ある種の『ドゥムカ』風の瞑想」としており、ネクトゥーは、「全曲の中で最も高度な内容を持つと同時に最も近づきにくい曲」としつつ、その純粋な響きは、フォーレの第三期の様式の特徴である平穏さと高貴さをすでに漂わせていると指摘している。

## 編曲
指揮者のデジレ＝エミール・アンゲルブレシュト（1880年 - 1965年）による『主題と変奏』のバレエ用管弦楽編曲版があり、フォーレの没後1927年にパリ・オペラ座で『月の光』というタイトルでカリナ・アリによって踊られた。しかし、ネクトゥーによれば、この試みは説得力に欠けており、やがて人々から忘れられていった。